# Eupoecilia ambiguella
Eupoecilia ambiguella é uma mariposa da família Tortricidae. Pode ser encontrada na Europa, China (Anhui, Fujian, Gansu, Guizhou, Hebei, Heilongjiang, Henan, Hubei, Hunan, Jiangxi, Shaanxi, Shanxi, Sichuan, Tianjin, Xinjiang, Yunnan, Zhejiang), Índia, Japão, Coreia, Mongólia e o Extremo Oriente Russo.
A envergadura é de 12 a 15 milímetros. A mariposa voa de maio a agosto. 

As larvas se alimentam principalmente de Cornus, Frangula alnus, Hedera helix, Rhamnus catharticus, Lonicera e uva. A espécie é considerada uma praga para as uvas. 